# 1267

## Esdeveniments
- Roger Bacon publica la seva Opus Maius
- 16 de febrer - Badajoz (Corona de Castella): signatura del Tractat de Badajoz entre Alfons X de Castella i Alfons III de Portugal.
- Jaume el Conqueridor va autoritzar la restauració i elevació de l'alçada de la Sinagoga Major de Barcelona.

## Naixements
- Jaume el Just, II d'Aragó, de València i de Barcelona, I de Sicília i III de Mallorca (València 1267 - Barcelona 1327)
- Roger de Flor, militar italoalemany al servei dels reis d'Aragó, comandant en cap de la Companyia Catalana d'Orient
- Giotto, pintor italià